# カリームナガル

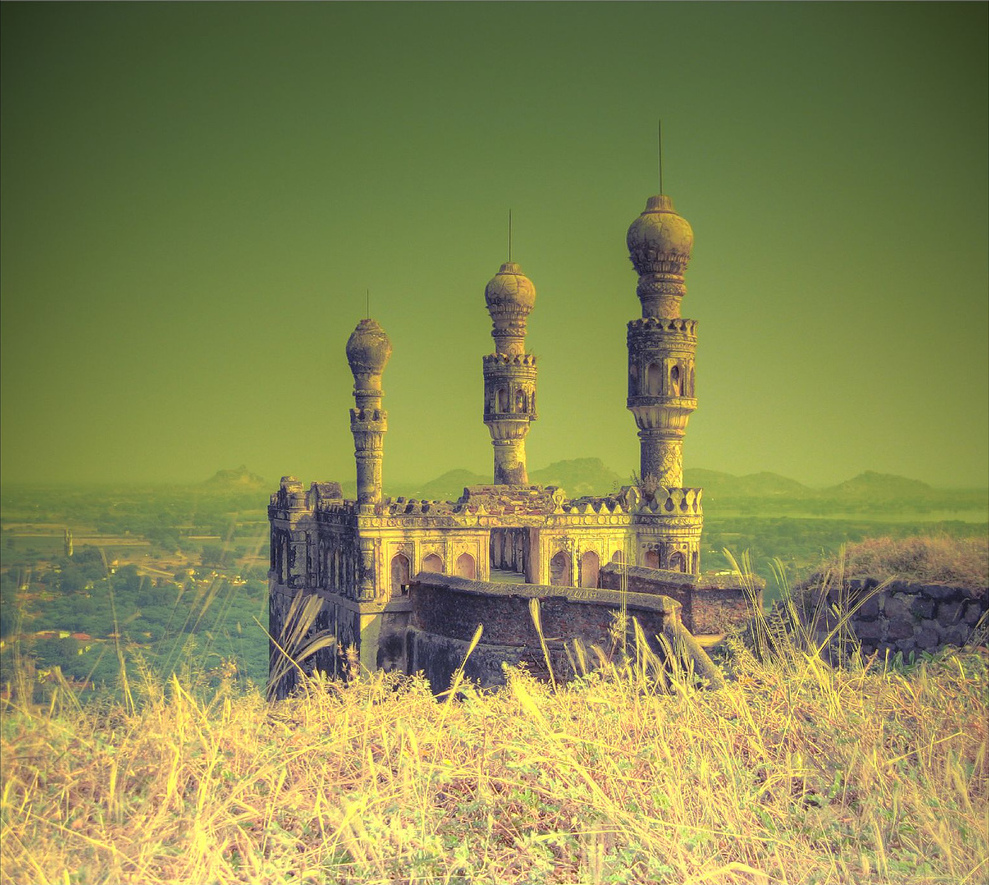
カリームナガルのエルガンダル城

カリームナガル（英語: Karimnagar）は、南インドのテランガーナ州、カリームナガル県の都市。同県の県庁所在地である。
カリームッラー・シャーにちなんで名付けられ、「カリームの都市」を意味する。